# Comuna Hârtop, Suceava
Hârtop este o comună în județul Suceava, Moldova, România, formată numai din satul de reședință cu același nume. Se află la 7 km est de orașul Fălticeni. Are circa 3.000 de locuitori, din care circa 1.800 cu drept de vot.
Până la reforma administrativă din 1950 a făcut parte din județul Baia.

## Descrierea stemei
Stema comunei Hârtop se compune dintr-un scut triunghiular cu marginile rotunjite, tăiat în căprior (chevron) în trepte, cu două câmpuri, auriu și roșu. În partea superioară, chevronul este flancat stânga-dreapta de o stea roșie, cu câte cinci colțuri. În partea inferioară se află o albină de culoare aurie, aflată în zbor. Scutul este trimbrat de o coroană murală de argint cu un turn crenelat.
Semnificațiile elementelor însumate
Albina și stelele provin din blazonul familiei Stamati, ai cărei membri au construit în anul 1844 biserica din comuna Hârtop.
Tăietura în trepte face referire la denumirea localității. Coroana murală cu un turn crenelat semnifică faptul că localitatea are rangul de comună.

## Demografie
Componența etnică a comunei Hârtop
     Români (95,41%)
     Alte etnii (0,08%)
     Necunoscută (4,51%)
Componența confesională a comunei Hârtop
     Ortodocși (95,01%)
     Alte religii (0,2%)
     Necunoscută (4,79%)
Conform recensământului efectuat în 2021, populația comunei Hârtop se ridică la 2.503 locuitori, în creștere față de recensământul anterior din 2011, când fuseseră înregistrați 2.269 de locuitori. Majoritatea locuitorilor sunt români (95,41%), iar pentru 4,51% nu se cunoaște apartenența etnică. Din punct de vedere confesional, majoritatea locuitorilor sunt ortodocși (95,01%), iar pentru 4,79% nu se cunoaște apartenența confesională.

## Politică și administrație
Comuna Hârtop este administrată de un primar și un consiliu local compus din 11 consilieri. Primarul, Vasile-Cătălin Hrescanu[*], de la Partidul Național Liberal, este în funcție din octombrie 2020. Începând cu alegerile locale din 2024, consiliul local are următoarea componență pe partide politice:
|  | Partid                    | Consilieri | Componența Consiliului | Componența Consiliului | Componența Consiliului | Componența Consiliului |
|  | ------------------------- | ---------- | ---------------------- | ---------------------- | ---------------------- | ---------------------- |
|  | Partidul Național Liberal | 4          |                        |                        |                        |                        |
|  | Alianța Dreapta Unită     | 4          |                        |                        |                        |                        |
|  | Partidul Social Democrat  | 3          |                        |                        |                        |                        |